# Rio Arieșul Mare
O Arieșul Mare (em húngaro:  Nagy-Aranyos) é um rio da Romênia, afluente do rio Arieş. O rio Arieșul Mare se junta ao rio Arieşul Mic para formar o rio Arieş.

## Mapas
- Harta Munţilor Apuseni
- Harta judeţului Alba